# Malwelwe
Malwelwe is een dorp in het district Kweneng in Botswana. De plaats telt 1146 inwoners (2011).